# San Marino ai XVI Giochi olimpici invernali
San Marino partecipò ai XVI Giochi olimpici invernali, svoltisi ad Albertville, Francia, dall'8 al 23 febbraio 1992, con una delegazione di 3 atleti impegnati in due discipline.